# Sherlock, a jak
A Sherlock Yack francia–német televíziós 2D-s számítógépes animációs sorozat, amelyet Jérôme Mouscadet rendezett. Franciaországban 2011. május 4. és 2012. december 22. között a TF1 vetítette, Németországban 2011. november 19. és 2012. január 28. között a KiKA sugározta, Magyarországon 2016. április 24-én az M2 mutatta be. 2025. május 7-én a Kölyökklub is bemutatta.

## Ismertető
A sorozat főszereplője Sherlock, a jak nyomozó. Sherlock egy állatkert igazgatója, valamint az ebben az állatkertben történő bűnesetek után nyomoz. Ezt nem egyedült végzi, társául szolgál az asszisztense, Hermione is.

Az epizódok általában az adott bűnügy megtörténtével kezdődnek, majd miután Sherlock telefonon értesül az esetről Hermione-val együtt elindulnak a helyszínre. A nyomkeresés után általában 3 gyanúsított merül fel, akiket egyesével kikérdeznek, majd az epizód végén Sherlock felfedi a bűnös kilétét, és az megkapja méltó büntetését. A nyomozások közben és a kikérdezések között általában fut egy mellékszál is, ami Sherlock-hoz kötődik (például próbálja kideríteni, hogy ki terjeszt hamis pletykákat róla, vagy éppen egy táncversenyre próbál gyakorolni).

## Szereplők
- Sherlock – A főhős, aki egy jak és akit Sherlock Holmes alapján alkottak meg. Híres magánynyomozó és bűnügyek után nyomoz az állatkertben, aminek igazgatója. (Eredeti hangja: Jérôme Mouscadet, Magyar hangja: Magyar Bálint)
- Hermione – Sherlok nyomozótársa, aki egy hermelin és akit Dr. Watson alapján alkottak meg. Különféle bűnügyeket old meg az állatkertben, Sherlockal együtt. (Eredeti hangja: Céline Melloul, Magyar hangja: Vadász Bea)
- Bölcs tanítómester - Egy keselyű, aki kiképezte Sherlockot, és akit visszaemlékezésekben mutatnak meg. Amikor tanítványa épp valamit rosszul csinált, akkor fejen vágta egy legyezővel. Az egyik epizódban meg is látogatja Sherlock-ot. (Magyar hangja: Megyeri János)

## Magyar változat
A szinkront az MTVA megbízásából a VidArTeam készítette.
- Magyar szöveg: Angyal Andrea
- Szerkesztő: Horváth Ádám Márton
- Hangmérnök és vágó: Wünsch Attila
- Gyártásvezető: Farkas Márta
- Szinkronrendező: Nagy Ákos
- Főcímdal: Szabó Máté
- Felolvasó: Zahorán Adrienne

Magyar hangok:
- Magyar Bálint – Sherlock
- Vadász Bea – Hermione
- Megyeri János – Bölcs tanítómester

További magyar hangok: Bácskai János, Grúber Zita, Joó Gábor, Kisfalusi Lehel, Kossuth Gábor, Pálmai Szabolcs, Papucsek Vilmos, Sági Tímea, Sipos Eszter Anna

## Epizódok
| #  | Magyar cím                                | Eredeti cím                               | Magyar premier    |
| -- | ----------------------------------------- | ----------------------------------------- | ----------------- |
|    |                                           |                                           |                   |
| 01 | Ki tette tönkre a kenguru mancsát?        | Who Broke the Kangaroo's Hand?            | 2016. április 24. |
|    |                                           |                                           | 2016. április 24. |
| 02 | Ki ütötte ki a bőgőmajmot?                | Who Knocked out the Howling Monkey?       | 2016. április 24. |
|    |                                           |                                           |                   |
| 03 | Ki rabolta ki a fókát?                    | Who Robbed the Seal?                      | 2016. április 30. |
|    |                                           |                                           | 2016. április 30. |
| 04 | Ki firkálta össze a paradicsom madarat?   | Who Tagged the Bird of Paradise?          | 2016. április 30. |
|    |                                           |                                           |                   |
| 05 | Ki festette be a struccot?                | Who Painted the Ostrich?                  | 2016. május 1.    |
|    |                                           |                                           | 2016. május 1.    |
| 06 | Ki dugaszolta el az elefánt ormányát?     | Who Plugged up the Elephant's Trunk?      | 2016. május 1.    |
|    |                                           |                                           |                   |
| 07 | Ki mérgezte meg a gepárdot?               | Who Poisoned the Cheetan?                 | 2016. május 7.    |
|    |                                           |                                           | 2016. május 7.    |
| 08 | Ki tette tönkre a pandát?                 | Who Crushed the Panda?                    | 2016. május 7.    |
|    |                                           |                                           |                   |
| 09 | Ki okozott kellemetlenséget a sülnek?     | Who Bugged the Porcupine?                 | 2016. május 8.    |
|    |                                           |                                           | 2016. május 8.    |
| 10 | Ki akarja megsütni a piranhát?            | Who Wants to fry the Piranha?             | 2016. május 8.    |
|    |                                           |                                           |                   |
| 11 | Ki miatt tüsszög a papagáj?               | Who Made the Parrot Sneeze?               | 2016. május 14.   |
|    |                                           |                                           | 2016. május 14.   |
| 12 | Ki rongálta meg a denevér gitárját?       | Who Vandalized the Vampire Bat?           | 2016. május 14.   |
|    |                                           |                                           |                   |
| 13 | Ki vette el a daru hangját?               | Who Broke the Crane's Voice               | 2016. május 15.   |
|    |                                           |                                           | 2016. május 15.   |
| 14 | Ki vakította el a zsiráfot?               | Who Blinded the Giraffe?                  | 2016. május 15.   |
|    |                                           |                                           |                   |
| 15 | Ki takarított ki a vaddisznónál?          | Who Cleaned up the Warthog?               | 2016. május 21.   |
|    |                                           |                                           | 2016. május 21.   |
| 16 | Ki ragasztózta össze az orangutánt?       | Who Glued up the Orangutan?               | 2016. május 21.   |
|    |                                           |                                           |                   |
| 17 | Ki támadta meg a boát?                    | Who Mugged the Boa?                       | 2016. május 22.   |
|    |                                           |                                           | 2016. május 22.   |
| 18 | Ki zaklatta a jakot?                      | Who Harassed the Yak?                     | 2016. május 22.   |
|    |                                           |                                           |                   |
| 19 | Ki rongálta meg a sivatagi róka gépét?    | Who Sabotaged Mrs. Fennec's Machine?      | 2016. május 28.   |
|    |                                           |                                           | 2016. május 28.   |
| 20 | Ki rabolta ki a páviánt?                  | Who Robbed the Baboon?                    | 2016. május 28.   |
|    |                                           |                                           |                   |
| 21 | Ki ütötte le Sherlockot?                  | Who Knocked out Sherlock?                 | 2016. május 29.   |
|    |                                           |                                           | 2016. május 29.   |
| 22 | Ki rabolta ki a tapírt?                   | Who Robbed the Tapir?                     | 2016. május 29.   |
|    |                                           |                                           |                   |
| 23 | Ki miatt koccant a teknős?                | Who Dented the Turtle?                    | 2016. június 4.   |
|    |                                           |                                           | 2016. június 4.   |
| 24 | Ki tüntette el a zebra csíkjait?          | Who Unstriped the Zebra?                  | 2016. június 4.   |
|    |                                           |                                           |                   |
| 25 | Ki miatt nevette betegre magát a grizzly? | Who Chocked up the Grizzly with Laughter? | 2016. június 5.   |
|    |                                           |                                           | 2016. június 5.   |
| 26 | Ki lopta meg a dokit?                     | Who Stripped the Heron?                   | 2016. június 5.   |
|    |                                           |                                           |                   |
| 27 | Ki gubancolta össze a polipot?            | Who Knotted up the Octopus?               | 2016. június 11.  |
|    |                                           |                                           | 2016. június 11.  |
| 28 | Ki zsarolta meg a seregélyt?              | Who Blackmailed the Myna?                 | 2016. június 11.  |
|    |                                           |                                           |                   |
| 29 | Ki kopasztotta meg a pávát?               | Who Trimmed the Peacock?                  | 2016. június 12.  |
|    |                                           |                                           | 2016. június 12.  |
| 30 | Ki szappanozta össze a vízilovat?         | Who Soaped up Mrs. Hippo?                 | 2016. június 12.  |
|    |                                           |                                           |                   |
| 31 | Ki tette nevetségessé az oroszlánt?       | Who Ridiculed the Lion?                   | 2016. június 18.  |
|    |                                           |                                           | 2016. június 18.  |
| 32 | Ki festette oda mindenhová Hermionét?     | Who Graffitied Hermione?                  | 2016. június 18.  |
|    |                                           |                                           |                   |
| 33 | Ki ásta be a gorillát a homokba?          | Who Stuck the Gorilla in the Sand?        | 2016. június 19.  |
|    |                                           |                                           | 2016. június 19.  |
| 34 | Ki rabolta ki a darut?                    | Who Robbed the Crane?                     | 2016. június 19.  |
|    |                                           |                                           |                   |
| 35 | Ki ríkatta meg a krokodilt?               | Who Made the Crocodile Cry?               | 2016. június 25.  |
|    |                                           |                                           | 2016. június 25.  |
| 36 | Ki ültette fel az elefántot?              | Who Trunked the Elephant?                 | 2016. június 25.  |
|    |                                           |                                           |                   |
| 37 | Ki festette le a borz kicsikéit?          | Who Painted up the Skunk?                 | 2016. június 26.  |
|    |                                           |                                           | 2016. június 26.  |
| 38 | Ki kötözte fel a hódot?                   | Who Tied up the Beaver?                   | 2016. június 26.  |
|    |                                           |                                           |                   |
| 39 | Ki siklatta ki a tengerimalacokat?        | Who Derailed the Guinea Pigs?             | 2016. július 2.   |
|    |                                           |                                           | 2016. július 2.   |
| 40 | Ki hűtötte le a piranhát?                 | Who Cooled of the Piranha?                | 2016. július 2.   |
|    |                                           |                                           |                   |
| 41 | Ki fagyasztotta meg Pingvinnét?           | Who Froze up Mrs. Penguin?                | 2016. július 3.   |
|    |                                           |                                           | 2016. július 3.   |
| 42 | Ki kente össze a zebut?                   | Who Smeared the Zebu?                     | 2016. július 3.   |
|    |                                           |                                           |                   |
| 43 | Ki csapta be a vízipacit?                 | Who Fooled the Hippopotamus?              | 2016. július 9.   |
|    |                                           |                                           | 2016. július 9.   |
| 44 | Ki miatt pukizott a gólya?                | Who Made Stork Fart?                      | 2016. július 9.   |
|    |                                           |                                           |                   |
| 45 | Ki célozta meg a tigrist?                 | Who Targeted the Tiger?                   | 2016. július 10.  |
|    |                                           |                                           | 2016. július 10.  |
| 46 | Ki rongálta meg a skót dudát?             | Who Busted the Bagpipes?                  | 2016. július 10.  |
|    |                                           |                                           |                   |
| 47 | Ki vágta ki pingvin ruhakollekcióját?     | Who Cut up the Rockhopper's Collection?   | 2016. július 16.  |
|    |                                           |                                           | 2016. július 16.  |
| 48 | Ki süllyesztette el a pelikánt?           | Who Sunk the Pelican?                     | 2016. július 16.  |
|    |                                           |                                           |                   |
| 49 | Ki cementezte be a teknőst?               | Who Cemented the Turtle?                  | 2016. július 17.  |
|    |                                           |                                           | 2016. július 17.  |
| 50 | Ki ütötte le a gorillát?                  | Who Knocked out Gorilla?                  | 2016. július 17.  |
|    |                                           |                                           |                   |
| 51 | Ki rabolta el Hermionét?                  | Who Kidnapped Hermione?                   | 2016. július 23.  |
|    |                                           |                                           | 2016. július 23.  |
| 52 | Ki hipnotizálta a kaméleont?              | Who Psychedelicized Chameleon?            | 2016. július 23.  |